# Manlio Scopigno (generale)
Manlio Scopigno (Roma, 30 luglio 1963) è un generale italiano.

## Biografia[1]
Ha frequentato l'Accademia Militare di Modena e la Scuola di applicazione di Torino.

Nel 2006 è stato nominato Comandante del 186º Reggimento paracadutisti "Folgore" in Siena.

Dall'11 settembre 2012 al 26 settembre 2014 è stato il comandante della Brigata meccanizzata "Sassari".

Nel corso della sua carriera ha svolto molteplici attività continuative all'estero nei teatri operativi della Somalia, della Bosnia ed Erzegovina, del Kosovo, del FYROM e del Libano, in quest'ultimo al Comando del 186º Reggimento paracadutisti "Folgore".

È laureato in Scienze Strategiche presso l'Università degli Studi di Torino, dove ha acquisito anche il Master di II livello e in Scienze Diplomatiche Internazionali presso l'Università degli Studi di Trieste. È in possesso, inoltre, del Master di II Livello in Scienze Strategiche conseguito all'Università degli Studi di Torino, del Master in Studi Internazionali Strategico Militari conseguito all'Università degli Studi di Milano, del Master in Management e Gestione del Personale della Pubblica Amministrazione e del Master in Comunicazione Efficace, questi ultimi conseguiti presso la Scuola Superiore di Amministrazione Pubblica e degli Enti Locali.

Ha frequentato, inoltre, un master post universitario presso la Naval Post Graduate School in California sulla gestione delle risorse per la Difesa.